# Yacc
Yacc (Yet Another Compiler-Compiler) egy számítógépes program a Unix operációs rendszerhez, amelyet Stephen C. Johnson fejlesztett ki. Ez egy előretekintő balról jobbra elemző (LALR) parser generátor, amely egy LALR elemzőt (a fordítónak azt a részét, amely megpróbálja megérteni a forráskódot) generál egy formális nyelvtan alapján, amely a Backus-Naur formához (BNF) hasonló jelöléssel íródott. A BSD és az AT&T Unix szabványos segédprogramként szállítja az Yacc-t. A GNU-alapú Linux disztribúciók tartalmazzák a Bison-t, egy előre kompatibilis Yacc helyettesítő programot.

## Története
Az 1970-es évek elején Stephen C. Johnson, a Bell Labs/AT&T informatikusa fejlesztette ki az Yacc-ot, mert kizáró vagy operátort (XOR) akart beilleszteni egy B nyelvű fordítóba (amelyet McIlroy TMG fordító-fordítójának felhasználásával fejlesztett ki), de ez nehéz feladatnak bizonyult. Ennek eredményeként a Bell Labs-nél dolgozó kollégája, Al Aho irányította Donald Knuth LR-elemzéssel kapcsolatos munkájához, amely az Yacc alapjául szolgált. Az Yacc a TMG fordító-fordítóra volt hatással, és a TMG fordító-fordítóra utalva (Még egy fordító-fordító) kapta a nevét.
Az Yacc eredetileg B programozási nyelven íródott, de hamarosan Alan Snyder átírta C nyelven. A Unix 3-as verziójának részeként jelent meg, és az Yacc teljes leírása 1975-ben jelent meg.
Johnson az Yacc-t használta a Portable C Compiler megalkotásához. Bjarne Stroustrup szintén megpróbálta az Yacc-t használni a C++ formális specifikációjának megalkotásához, de „a C szintaxisa legyőzte”. Bár Stroustrup nem találta alkalmasnak a nyelv formális specifikációjára, mégis az Yacc segítségével implementálta a Cfrontot, a C++ első implementációját.
Egy 2008-as interjúban Johnson azt mondta, hogy „az Yacc hozzájárulása a Unix és a C elterjedéséhez az, amire a legbüszkébb vagyok”.

## Leírás
Az Yacc bemenete egy nyelvtan, amelynek szabályaihoz C kódrészleteket (úgynevezett „akciókat”) csatolnak. A kimenete egy C nyelvű shift-reduce elemző, amely végrehajtja az egyes szabályokhoz tartozó C kódrészleteket, amint a szabály felismerésre kerül. A tipikus műveletek közé tartozik az elemzési fák felépítése. Egy Johnson-példát használva, ha a node(label, left, right) hívás egy bináris elemzési fa-csomópontot épít a megadott címkével (label) és gyermekekkel, akkor a szabály
```
expr
 
:
 
expr
 
'+'
 
expr
  
{
 
$$
 
=
 
node
(
'+'
,
 
$1
,
 
$3
);
 
}

```

felismeri az összegző kifejezéseket, és csomópontokat hoz létre számukra. A speciális azonosítók $$, $1 és $3 az elemző vermének elemeire utalnak.
Az Yacc csak egy elemzőt (phrase analyzer) állít elő, amely egyedül is használható szkenner nélküli elemzés esetén, azonban a teljes szintaktikai elemzéshez általában egy külső lexikai elemzőre van szükség, amely először egy tokenizálási szakaszt végez (szóelemzés), amelyet aztán a tényleges elemzési szakasz követ. Erre a célra széles körben elérhetőek lexikai elemző generátorok, mint például a Lex vagy a Flex. Az IEEE POSIX P1003.2 szabvány meghatározza a Lex és az Yacc funkcióit és követelményeit.
Az AT&T Yacc néhány verziója nyílt forráskódúvá vált. A forráskód például a Plan 9 standard disztribúcióival együtt elérhető.

## Számológép példa
Példaprogram a lex és yacc programokhoz
Ezek a példaprogramok együtt egy egyszerű, asztali számológépet hoznak létre, amely összeadási, kivonási, szorzási és osztási műveleteket hajt végre. Ez a számolóprogram azt is lehetővé teszi, hogy értékeket rendeljen a változókhoz (mindegyik kisbetűvel van jelölve), majd a változókat számításokban használja. A példa lex és yacc programokat tartalmazó fájlok a következők:
- calc.lex – A lex fájl meghatározza a lexikális elemzési szabályokat.
- calc.yacc – Megadja az yacc parancs nyelvtani fájlját, amely meghatározza az elemzési szabályokat, és meghívja a lex parancs által létrehozott yylex szubrutint a bemenet biztosítására.

A következő leírások feltételezik, hogy a calc.lex és calc.yacc example példaprogramok az aktuális könyvtárban találhatók.
A példaprogram fordítása
A számológép példa programjának elkészítéséhez a következő lépéseket kell sorrendben végrehajtani:
1. Az yacc nyelvtani fájl feldolgozása a -d opcionális kapcsolóval (amely arra utasítja az yacc parancsot, hogy hozzon létre egy fájlt, amely meghatározza a C nyelv forráskódja mellett használt tokeneket):
yacc -d calc.yacc
2. Az ls paranccsal ellenőrizhető, hogy a következő fájlok létrejöttek-e:
y.tab.c – A C nyelvű forrásfájl, amelyet az yacc parancs hozott létre az értelmező számára.
y.tab.h – Fejlécfájl, amely definiálási utasításokat tartalmaz az elemző által használt tokenekhez.
3. A lex specifikációs fájl feldolgozása:
lex calc.lex
4. Az ls parancs ellenőrzi, hogy a következő fájl létrejött-e:
lex.yy.c – A C nyelvű forrásfájl, amelyet a lex parancs a lexikai elemző számára létrehozott.
5. Fordítsa le és linkelje a két C nyelvű forrásfájlt:
cc y.tab.c lex.yy.c
6. Az ls paranccsal ellenőrizze, hogy a következő fájlok létrejöttek-e:
y.tab.o – Az y.tab.c object-fájl
lex.yy.o – A lex.yy.c object-fájlja
a.out – A futtatható programfájl
A program futtatásához írja be:
$ a.out
Vagy nevezze át és úgy futtassa:
$ mv a.out calculate
$ calculate
Mindkét esetben a program elindítása után a kurzor a $ (parancssor) alatti sorba kerül. Ezután számokat és operátorokat írunk be számológépes módon. Az Enter billentyű megnyomásakor a program megjeleníti a művelet eredményét. Miután értéket rendel egy változóhoz:
m=4 <enter>
_
a kurzor a következő sorra lép. Amikor a változót a következő számításokban használja, a változó a hozzárendelt értékkel fog rendelkezni:
m+5 <enter>
9
_

### Parser (calc.yacc file):
```
%
{

#include
 
<stdio.h>

int
 
regs
[
26
];

int
 
base
;

%
}

%
start
 
list

%
token
 
DIGIT
 
LETTER

%
left
 
'|'

%
left
 
'&'

%
left
 
'+'
 
'-'

%
left
 
'*'
 
'/'
 
'%'

%
left
 
UMINUS
  
/* elsőbbséget biztosít az unáris mínuszhoz */

%%
                   
/* szabályok szakasz eleje */

list
:
                       
/*empty */

         
|

        
list
 
stat
 
'\n'

         
|

        
list
 
error
 
'\n'

         
{

           
yyerrok
;

         
}

         
;

stat
:
    
expr

         
{

           
printf
(
"%d
\n
"
,
$1
);

         
}

         
|

         
LETTER
 
'='
 
expr

         
{

           
regs
[
$1
]
 
=
 
$3
;

         
}

         
;

expr
:
    
'('
 
expr
 
')'

         
{

           
$$
 
=
 
$2
;

         
}

         
|

         
expr
 
'*'
 
expr

         
{

           
$$
 
=
 
$1
 
*
 
$3
;

         
}

         
|

         
expr
 
'/'
 
expr

         
{

           
$$
 
=
 
$1
 
/
 
$3
;

         
}

         
|

         
expr
 
'%'
 
expr

         
{

           
$$
 
=
 
$1
 
%
 
$3
;

         
}

         
|

         
expr
 
'+'
 
expr

         
{

           
$$
 
=
 
$1
 
+
 
$3
;

         
}

         
|

         
expr
 
'-'
 
expr

         
{

           
$$
 
=
 
$1
 
-
 
$3
;

         
}

         
|

         
expr
 
'&'
 
expr

         
{

           
$$
 
=
 
$1
 
&
 
$3
;

         
}

         
|

         
expr
 
'|'
 
expr

         
{

           
$$
 
=
 
$1
 
|
 
$3
;

         
}

         
|

        
'-'
 
expr
 
%
prec
 
UMINUS

         
{

           
$$
 
=
 
-
$2
;

         
}

         
|

         
LETTER

         
{

           
$$
 
=
 
regs
[
$1
];

         
}

         
|

         
number

         
;

number
:
  
DIGIT

         
{

           
$$
 
=
 
$1
;

           
base
 
=
 
(
$1
==
0
)
 
?
 
8
 
:
 
10
;

         
}
       
|

         
number
 
DIGIT

         
{

           
$$
 
=
 
base
 
*
 
$1
 
+
 
$2
;

         
}

         
;

%%

main
()

{

 
return
(
yyparse
());

}

yyerror
(
s
)

char
 
*
s
;

{

  
fprintf
(
stderr
,
 
"%s
\n
"
,
s
);

}

yywrap
()

{

  
return
(
1
);

}

```

### Lexical analyzer (calc.lex):
```
%
{

 

#include
 
<stdio.h>

#include
 
"y.tab.h"

int
 
c
;

extern
 
int
 
yylval
;

%
}

%%

" "
       
;

[
a
-
z
]
     
{

            
c
 
=
 
yytext
[
0
];

            
yylval
 
=
 
c
 
-
 
'a'
;

            
return
(
LETTER
);

          
}

[
0-9
]
     
{

            
c
 
=
 
yytext
[
0
];

            
yylval
 
=
 
c
 
-
 
'0'
;

            
return
(
DIGIT
);

          
}

[
^
a
-
z0
-9
\
b
]
    
{

                 
c
 
=
 
yytext
[
0
];

                 
return
(
c
);

               
}

```